# ایفوکو
ایفوکو (به ژاپنی: 永福 Eifuku) یکی از محله‌های توکیو پایتخت ژاپن است که در منطقهٔ  سوگینامی واقع شده‌است. ایفوکو به ۴ محلهٔ کوچکتر تقسیم می‌شود.